# Erik Barnett
Erik Barnett je americký rockový zpěvák a kytarista, nejvíce známý jako člen skupiny Iron Butterfly, ve které hrál v letech 1995-2002. Se skupinou nahrál dvě koncertní DVD: Rock 'N' Roll Greats in Concert! a Concert and Documentary – Europe 1997. Ke skupině se vrátil v roce 2015.